# 摩纳哥国际电影节
摩纳哥国际电影节（英語：Monaco International Film Festival）是知名的欧洲电影节之一，一年一度在摩纳哥举行，2003年12月，第一届举行，电影节是非营利性颁奖节日，评选来自世界各地的优秀影片，尤其侧重文艺片，而非暴力动作片。颁奖嘉宾包括藏传佛教领袖达赖喇嘛。其奖项名叫“天使电影奖”（英語：Angel Film Awards）。